# Рачинский, Евгений Константинович
Евгений Константинович Рачи́нский (1909—1991) — советский конструктор оружия.

## Биография
Родился 1 января 1909 года в Коканд (ныне — Ферганская область, Узбекистан) в семье служащего. Окончил среднюю школу в Ташкенте, куда переехала их семья.
В 1926—1929 чертежник-конструктор на Ташкентском механическом заводе Главхлопкопрома. В 1929—1931 техник-конструктор в монтажном отделе строительства Ташкентского завода сельскохозяйственного машиностроения.
Без отрыва от работы окончил рабфак и 3 курса Ташкентского университета.
В 1931 году переехал в Москву. Работал на предприятиях и в КБ оборонной промышленности: инженер-конструктор, ведущий конструктор, главный конструктор проектов.
В годы войны принимал участие в организации производства ППШ на различных заводах СССР.
В 1940—1960-х годах был разработчиком ряда новых образцов техники, из которых четыре приняты на вооружение. Начальник отделения ЦКБ-14 (1957—1963).

## Награды и премии
- Сталинская премия первой степени (1949) — за создание новых образцов оружия (одиночной зенитной пулемётной установки ЗПУ-1 под 14.5-мм пулемёт КПВ конструкции С. В. Владимирова).
- Государственная премия СССР (1968) — за разработку спаренной зенитной установки ЗУ-23 под 23-мм зенитные автоматы 2А14 конструкции Афанасьева Н. М. — Якушева П. Г.
- орден Трудового Красного Знамени
- медали